# Џон Мјур
Џон Мјур (енгл. John Muir, /м јʊәр / ; Данбар, 21. април 1838 —  Лос Анђелес, 24. децембар 1914), такође познат као „Џон од планина“ и „отац националних паркова“, био је утицајни америчко-шкотски природњак, аутор, филозоф животне средине, ботаничар, зоолог, глациолог и рани заговорник очувања дивљине у Сједињеним Америчким Државама.
Његова писма, есеје и књиге које описују његове авантуре у природи, посебно у Сијера Невади, прочитали су милиони читалаца у САД. Његов активизам је помогао да се очувају долина Јосемита и Национални парк Секвоја, а његов пример је послужио као инспирација за очување многих других подручја дивљине. Клуб Сијера, чији је суоснивач, истакнута је америчка организација за заштиту природе. У свом каснијем животу, Мјур је већину свог времена посветио очувању западних шума. Као део кампање да Јосемити постане национални парк, Мјур је објавио два значајна чланка о очувању дивљине у часопису „The Century Magazine, „The Treasures of the Yosemite“ и „Features of the Proposed Yosemite National Park“; ово је помогло да се подржи настојање америчког Конгреса да усвоји закон о оснивању Националног парка Јосемити 1890. године. Духовни квалитет и ентузијазам према природи изражени у његовим списима инспирисали су читаоце, укључујући председнике и конгресмене, да предузму акцију како би помогли очувању великих природних подручја.
Џон Мјур се сматра „инспирацијом и за Шкоте и за Американце“. Мјуров биограф, Стивен Џеј Холмс, верује да је Мјур постао „један од светаца заштитника америчких еколошких активности двадесетог века“, како политичких тако и рекреативних. Као резултат тога, о његовим списима се обично расправља у књигама и часописима, а често су га цитирали фотографи природе као што је Ансел Адамс. „Мјур је дубоко обликовао саме категорије кроз које Американци разумеју и замишљају своје односе са светом природе“, пише Холмс.
Мјур је био познат по томе што је био еколошки мислилац, политички портпарол и верски пророк, чији су списи постали лични водич у природу за многе људе, чинећи његово име „скоро свеприсутним“ у модерној еколошкој свести. Према аутору Вилијаму Андерсону, Мјур је илустровао „архетип нашег јединства са земљом“, док биограф Доналд Ворстер каже да је веровао да је његова мисија „спасавање америчке душе од потпуне предаје материјализму“. Датума 21. априла 2013. у Шкотској је прослављен први Дан Џона Мјура, којим је обележена 175. годишњица његовог рођења.

### Књиге
- Muir, John (1916). A Thousand-mile Walk to the Gulf. Boston: Houghton Mifflin. ISBN 978-1728654881.
- Muir, John (1911). Edward Henry Harriman. Garden City, New York: Doubleday, Page. ISBN 978-1375410335.
- Muir, John (1996).  Gifford, Terry, ур. John Muir: His Life and Letters and Other Writings. London: Seattle: Mountaineers Books. ISBN 978-0898864632.
- Flinders, Tim, ур. (2013). John Muir: Spiritual Writings. Maryknoll, NY: Orbis Books. ISBN 978-1626980358.
- Muir, John (1915). Letters to a Friend: Written to Mrs. Ezra S. Carr, 1866-1879. Boston: Houghton Mifflin. ISBN 978-0486832371.
- Muir, John (1911). My First Summer in the Sierra. Boston: Houghton Mifflin. LCCN 17000159. OL OL6593288M.
- Muir, John (1901). Our National Parks. Boston: Houghton, Mifflin. ISBN 978-1423650393.
- Muir, John (1888). Picturesque California: The Rocky Mountains and the Pacific Slope; California, Oregon, Nevada, Washington, Alaska, Montana, Idaho, Arizona, Colorado, Utah, Wyoming, Etc. J. Dewing Publishing Company. ASIN B001PV5DKK.
- Muir, John (1918). Steep Trails. Boston: Houghton. ISBN 978-1557427885.
- „Stickeen - John Muir's Adventure with a Dog and a Glacier”. Sierra Club. Архивирано из оригинала 23. 05. 2013. г. Приступљено 8. 9. 2012.
- Muir, John (1950). Studies in the Sierra.
- Muir, John (1917). The Cruise of the Corwin. Boston: Houghton Mifflin. ISBN 978-1010129097.
- Muir, John (1894). The Mountains of California. New York: Century. ISBN 978-1986655576.
- Muir, John (1913). The Story of My Boyhood and Youth. Boston: Houghton, Mifflin. ISBN 978-1406808636. OL OL1618178W.
- Muir, John (1912). The Yosemite. New York: Century. ISBN 978-1684221783.
- Muir, John (1915). Travels in Alaska. Boston: Houghton Mifflin. ISBN 978-1611045659.

### Есеји
- "Alaska. The Discovery of Glacier Bay"
- "The American Forests"
- "Among the Animals of the Yosemite"
- "Among the Birds of the Yosemite"
- "The Coniferous Forests of the Sierra Nevada"
- "Features of the Proposed Yosemite National Park"
- "The Forests of Yosemite Park"
- "Fountains and Streams of the Yosemite"
- "In the Heart of the California Alps"
- "Living Glaciers of California"
- "The New Sequoia Forests of California"
- "A Rival of the Yosemite, King's River Canyon"
- "Snow-Storm on Mount Shasta"
- "Studies in the Sierra: The Glacier Meadows of the Sierra"
- "Studies in the Sierra: The Mountain Lakes of California"
- "Studies in the Sierra: The Passes of the Sierra"
- "The Treasures of the Yosemite"
- "The Wild Gardens of the Yosemite Park"
- "The Wild Parks and Forest Reservations of the West"
- "The Wild Sheep of the Sierra"
- "The Yellowstone National Park"
- "The Yosemite National Park"